# Сквер Василия Косякова
Сквер Василия Косякова — сквер в Адмиралтейском районе Санкт-Петербурга.

## Происхождение названия
23 сентября 2020 года присвоение скверу на Старо-Петергофском проспекте у дома № 27 имени Василия Косякова, автору проекта примыкающего к скверу подворья Успенского Староладожского (Валаамского) монастыря (Старо-Петергофский проспект, д. 29) (с 1989 года в возвращенных церкви зданиях разместилось подворье Спасо-Преображенского Валаамского мужского монастыря), было одобрено Топонимической комиссией Санкт-Петербурга.
9 декабря 2020 года сквер был назван в честь русского архитектора Василия Антоновича Косякова (1862—1921)
.
Площадь сквера (ориентировочная) — 0,258 га.